# (97647) 2000 EG201
2000 إي جي 201 (ويعرف أيضًا باسم (97647) 2000 إي جي 201 وفق تسمية الكوكب الصغير) (بالإنجليزية: 2000 EG201)‏ هو كويكب ضمن حزام الكويكبات؛ وترتيبه 97647 من حيث الاكتشاف.
اكتُشف هذا الجُرم الفلكي بواسطة برنامج شميدت للكويكبات في بكين في 5 مارس 2000.

## وصلات خارجية
- (97647) 2000 EG201 في قاعدة بيانات مختبر الدفع النفاث لأجرام النظام الشمسي الصغيرة

- الاكتشاف · مخطط المدار ·  العناصر المدارية · المعلمات المادية

- (97647) 2000 EG201 على موقع ويكي سكاي: DSS2, SDSS, GALEX, IRAS, Hydrogen α, X-Ray, Astrophoto, Sky Map, Articles and images